# 120 (numero)
Centoventi (120) è il numero naturale dopo il 119 e prima del 121.

## Proprietà matematiche
- È un numero pari.
- È un numero composto e ha i seguenti sedici divisori: 1, 2, 3, 4, 5, 6, 8, 10, 12, 15, 20, 24, 30, 40, 60, 120. Poiché la somma dei divisori (escluso il numero stesso) è 225 > 120 è un numero abbondante.
- È un numero altamente composto, difatti ha più divisori di tutti i numeri che lo precedono.
- È un numero scarsamente totiente.
- È un numero semiperfetto in quanto pari alla somma di alcuni (o tutti) i suoi divisori.
- È il fattoriale di 5.
- È un numero idoneo.
- È la somma di primi gemelli, 120 = 59 + 61.
- È la somma di quattro numeri primi successivi, 120 = 23 + 29 + 31 + 37.
- È il più piccolo numero a comparire sei volte nel triangolo di Tartaglia.
- È un numero triangolare, la somma dei numeri naturali da 1 a 15, e anche la somma dei primi otto numeri triangolari, il che lo rende anche un numero tetraedrico.
- È un numero esagonale.
- È un numero multiperfetto.
- È un numero intoccabile, non essendo la somma dei divisori propri di nessun altro numero.
- Centoventi è il termine maggiore dell'insieme {1, 3, 8, 120} trovato da Fermat come variante limitata ai numeri interi del problema diofantino di trovare un insieme di numeri razionali tali che il prodotto di due qualunque di essi sia pari a un quadrato perfetto meno uno (ad esempio, 120×3 = 360 = 192 - 1). Eulero ha cercato un quinto numero intero senza riuscirci, ma ha trovato un numero frazionario che soddisfa la condizione, 777480/28792.
- Gli angoli interni di un esagono regolare (in cui tutti i lati e tutti gli angoli sono uguali) sono di 120 gradi.
- È un numero di Harshad nel sistema numerico decimale.
- È parte delle terne pitagoriche (22, 120, 122), (27, 120, 123), (35, 120, 125), (50, 120, 130), (64, 120, 136), (72, 96, 120), (90, 120, 150), (119, 120, 169), (120, 126, 174), (120, 160, 200), (120, 182, 218), (120, 209, 241), (120, 225, 255), (120, 288, 312), (120, 350, 370), (120, 391, 409), (120, 442, 458), (120, 594, 606), (120, 715, 725), (120, 896, 904), (120, 1197, 1203), (120, 1798, 1802), (120, 3599, 3601) ed è il più piccolo numero naturale appartenente a 23 terne.
- È un numero palindromo e un numero a cifra ripetuta nel sistema di numerazione posizionale a base 11 (AA), a base 14 (88), a base 19 (66), a base 23 (55) e in quello a base 29 (44).
- È un numero pratico.
- È un numero congruente.
- È un numero malvagio.

## Astronomia
- 120P/Mueller è una cometa periodica del sistema solare.
- 120 Lachesis è un asteroide della fascia principale del sistema solare.
- NGC 120 è una galassia lenticolare della costellazione della Balena.

## Astronautica
- Cosmos 120 è un satellite artificiale russo.

## Chimica
- È il numero atomico dell'Unbinilio (Ubn), nome sistematico dell'elemento, temporaneamente assegnato dalla IUPAC.

## Fisica
- È una disposizione media della pellicola introdotta da Kodak in 1901 e ancora in uso nel 2004.

## Simbologia

### Religione
- È molto significativo nella Bibbia, essendo dieci volte il numero di tribù dell'Israele. È l'età a cui è morto Mosè (Deuteronomio 34:7), i cubiti dell'altezza del tempio (2 Cronache 3:4), il numero di principi che Dario I ha nominato nel regno (Daniele 6:2), il numero di talenti d'oro che la regina di Saba ha donato al re Salomone come tributo (1 Re 10:10) e al peso in shekel dei cucchiai totali dell'oro offerti da ogni tribù dell'Israele (Numeri 7:86). È probabilmente a causa dell'età di morte di Mosè che l'augurio di lunga vita, tra gli Ebrei, suona Ad mea veEsrim che significa fino a centoventi (anni).

### Astrologia
- Quando due pianeti nella tabella di una persona sono posti a 120 gradi, questo è denominato trigono. Si presume che questo porti buona fortuna nella vita della persona.